# Gottlieb Sigmund Gruner
Gottlieb Sigmund Gruner né le 20 juillet 1717 à Trachselwald et mort le 10 avril 1778 à Utzenstorf, est un cartographe et géologue suisse, auteur du premier essai pour décrire en détail les montagnes de Suisse.

## Sources
- Karin Marti-Weissenbach, « Gottlieb Sigmund Gruner » dans le Dictionnaire historique de la Suisse en ligne.
- Gottlieb Sigmund Gruner, Histoire naturelle des glacières de Suisse (texte et illustrations), sur Viatimages.